# بورش 968
بورش 968 هي سيارة كوبيه رياضية بمحرك أمامي ذي دفع خلفي من صناعة بورشه أنتجت في 1991 وتوقف إنتاجها في 1995. تم تجميعها في شتوتغارت.